# Boa Vista do Pindaré
Boa Vista do Pindaré é um distrito do município brasileiro de Cajari, no interior do estado do Maranhão.

## História
Em 1851, no local onde hoje se encontra o município de Cajari, havia era um simples porto da tradicional Fazenda Cadoz, de propriedade do Coronel Jerônimo Viveiros (membro da tradicional família Viveiros). Nessa época existiam apenas os armazéns onde eram depositados o açúcar, de produção da fazenda em referência, assim como gêneros de produção do Estado, procedentes de diversos pontos do interior do município de Penalva. 
Neste porto, ancoravam barcos à vela e também alguns vapores de navegação fluvial-marítima, como por exemplo os da Cia. Lóide Maranhense e Fluvial.
A partir de 1877, ocorreu um crescente desenvolvimento do Porto e foi construída uma capela sob a invocação de São Benedito, atraindo populações que começaram a construir habitações na localidade que passou a ser denominada de arraial do Barro Vermelho.
O surto do aumento populacional tomou-se maior incremento com a abolição da escravatura, atraindo muitos libertos para o porto, que lá edificaram sua moradias, firmando suas atividades quotidianas. Surgiram, então, algumas casas comerciais, oficinas rústicas, escolas particulares e posteriormente, públicas.
A base da economia do povoado se desenvolveu, principalmente, por meio da extração da amêndoa do babaçu.
Cajari foi elevado à categoria de município desmembrado dos município de Penalva, Pindaré-Mirim e Vitória do Mearim, com sede no antigo povoado de Barro Vermelho, que se tornou o distrito de Cajari e sua sede.

## Distrito
Por meio da lei estadual nº 179, de 13-12-1948, foi criado o distrito de Boa Vista do Pindaré e anexado ao município de Cajari.
No distrito, além do povoado Boa Vista do Pindaré, também estão situadas as localidades de Gameleira, Santa Rosa, Santa Maria, Frechal, Retiro, dentre outras, abrigando cerca de 37,8% da população do munícipio (2010).